# Mahler-Volumen
In der Konvexgeometrie ist das Mahler-Volumen  eines punktsymmetrischen konvexen Körpers eine Größe der Dimension Zahl, das abhängig vom Körper aber invariant unter linearen Abbildungen ist. Nach der Blaschke-Santaló-Ungleichung sind die Körper mit dem größtmöglichen Mahler-Volumen Bälle und Ellipsoide. Die bisher unbewiesene Mahler-Vermutung besagt, dass das minimale Mahler-Volumen durch Hyperwürfel angenommen wird. Benannt ist das Mahler-Volumen nach dem britischen Mathematiker deutscher Herkunft Kurt Mahler.

## Definition
Sei {\displaystyle E} ein {\displaystyle n}-dimensionaler Euklidischer Raum und {\displaystyle \operatorname {vol} (\cdot )} das Lebesgue-Maß.
Ein konvexer Körper in {\displaystyle E} ist als kompakte konvexe Menge mit nicht-leerem Inneren definiert. Wenn {\displaystyle B\subset E} ein punktsymmetrischer Körper ist, so ist die polare Menge
{\displaystyle B^{\circ }=\left\{x\in E\mid x\cdot y\leq 1{\text{ }}\forall y\in B\right\}}
ebenfalls ein punktsymmetrischer Körper in {\displaystyle E}.
Das Mahler-Volumen von {\displaystyle B} ist das Produkt
{\displaystyle M(B)=\operatorname {vol} (B)\operatorname {vol} (B^{\circ }).}
Ist {\displaystyle T} eine invertierbare lineare Abbildung in {\displaystyle E} und {\displaystyle T^{*}} seine Transponierte, so ist
{\displaystyle (TB)^{\circ }=(T^{-1})^{\ast }B^{\circ }}
Das Volumen von {\displaystyle T(B)} ist um den Faktor {\displaystyle \det T} von dem Volumen von {\displaystyle B} verschieden; analog unterscheidet sich das Volumen von {\displaystyle T(B^{\circ })} um {\displaystyle \det(T^{-1})^{\ast }} von dem von {\displaystyle B^{\circ }}. Weil diese Determinanten Multiplikative Inverse sind, bleibt insgesamt das Mahler-Volumen von B durch lineare Abbildungen erhalten.

## Beispiele
Das Innere einer n-Sphäre ist selbst eine Einheitssphäre. Folglich ist das Mahler-Volumen das Quadrat des Volumens
{\displaystyle {\frac {\Gamma (3/2)^{2n}4^{n}}{\Gamma ({\frac {n}{2}}+1)^{2}}}},
wobei  {\displaystyle \Gamma } die Gammafunktion ist. Ellipsoide haben aufgrund affiner Invariant dasselbe Mahler-Volumen.